# Biserica „Intrarea Maicii Domnului în Biserică” din Focșani
Biserica „Intrarea Maicii Domnului în Biserică” din Focșani este un monument istoric aflat pe teritoriul municipiului Focșani. În Repertoriul Arheologic Național, monumentul apare cu codul 174753.18.
Denumire originara a acestui lacas de cult este Biserica Maicii Domnului Ovidenia din Tabacari, conform hartii statului major austriac din anul 1789. Însa dupa stil si dupa modul simplu cum a fost construita, s-a dovedit ca este mult mai veche, datând din anul 1687. Biserica monument istoric a fost construita în stilul muntesc,având un plan dezvoltat clasic în forma de cruce, caracteristic bisericilor ortodoxe din acea perioada. Biserica are fundatia initiala din piatra de râu, zidurile sunt din caramida iar acoperisul este din tabla. Interiorul este reprezentat de o catapeteasma initiala din zid, pe care apoi a fost fixata catapeteasma din lemn cu panouri pictate de Oreste Cantini în stil italian. De asemenea sunt reprezentative usile împaratesti pictate în ulei, iconostasul, scaunul arhieresc, stranele cântaretilor, serafim. În naos, în fata altarului se afla încadrata în dusumeaua din scândura o placa de marmura orientata spre altar, inscriptionata cu un text nedescifrat în alfabetul chirilic de tranzitie.